# 刘苏
刘苏（1913年—1992年1月1日），原名刘仲义，山西省应县城关镇东南五公里的龙泉村人。中国人民解放军开国少将。

## 生平
8岁上村办的初等小学校，12岁未入高小，读了两个冬天的私塾。14岁时，随出家当和尚的祖父在五台山古佛寺里做侍职，包吃穿，每月薪金一元。1927年冬天成了阎军炮兵副司令辜仁发的勤务兵，被推荐于1928年考入阎锡山创办的北方军官学校步兵科。1930年底军校毕业任阎军第66师第393团供职，先后任司务长、见习排长、中尉排长。1936年考入南京参谋本部举办的边务研究所就学。
七七事变后，1937年9月底第二战区战地总动员委员会在太原组建察绥游击军，主要由青年学生组成，领导权基本控制在共产党员手中。任军部副官长，更名为刘苏，1937年10月入党。察绥游击军军部于11月上旬随战动总会转移到离石县王家坡，组建第一支队，支队长刘苏，政治主任安汝涛（后为王铭森），支队下辖3个中队。12月18日，第一支队从离石出发，开到西雁北的平鲁。战动总会委托八路军一二零师宋时轮支队指挥该部，第一支队的党组织接受晋绥边区特委领导。1938年春末，察绥游击军第一支队发展到300余人；察绥游击军后扩大为4个游击支队。1939年1月进入浑源西南山区，在三五九旅帮助下进行整顿，成立察绥游击纵队，刘苏任纵队长兼1支队长，政委陈凤桐/阮慕韩，参谋长朱宝琛，政治部主任安汝涛，由三五九旅和晋察冀五地委领导下开展东雁北游击战争。1940年2月察绥游击纵队与三五九旅雁北支队在灵丘大兴庄合编为雁北支队，刘苏任司令员，陈凤桐任政委，战斗在灵丘、繁峙、浑源、代县、应县、山阴、怀仁、大同、阳高、兴和等县。1942年至1944年，雁北支队缩编为应县支队，任支队长。1944年派出桑干河、边耀山、怀仁三支武工队，挺进到大同日伪封锁区内发动群众建立敌后抗日政权。升任第五军分区副参谋长、绥东纵队司令、第五（雁北）军分区副司令员、晋察冀军区第一纵队第二旅副旅长。
1948年4月15日到5月25日，晋察冀军区第一纵队攻打应县县城激战50天。解放军前两次攻城战斗，付出了很大牺牲未取得进展。守军在应县木塔第二层设立观察哨和机枪阵地，给攻城解放军部队造成极大威胁，攻城部队对木塔开炮，但炮弹穿塔而过未在塔内爆炸。第一纵队第二旅副旅长刘苏向攻城总指挥唐延杰司令员建议“不要向木塔开炮，摧毁木塔应县人民不答应。”唐司令员随后下令停止向木塔开炮。5月17日18时发起第三次攻城，第一旅为主攻，第二旅四团、三旅七团佯攻，集中10门野炮轰击西南角城墙，炸出几十米宽的斜坡大口。19时20分第一旅突击队攻上城头，两个团占据了城西南角；拂晓时误信大同之敌增援，攻城解放军撤走；守军于5月24日弃城北逃。后任第一旅副参谋长、晋察冀军区第一纵队副参谋长、中国人民解放军第六十六军副参谋长、参谋长。
1950年10月任中国人民志愿军第六十六军参谋长，1951年4月10日第66军回国内休整，入朝作战近半年，歼敌1万5千余人。志愿军司令员彭德怀评价第66军一次比一次打得有进步。1951年5月随第20兵团再次入朝，1951年6月任志愿军第六十七军参谋长。1954年4月任中国人民志愿军参谋学校校长。1954年9月29日回国。1955年1月任南京军事学院军事科学研究部研究室主任、军事学院训练部副部长，1957年任北京高等军事学院训练部副部长。1959年庐山会议后参加批判彭德怀的军委扩大会议，成了“右倾机会主义分子”被批斗。1962年，降职为师级，任国防部第六研究院第二研究所所长，第三机械工业部六院二所所长，三机部某建设指挥部副主任，国防科学技术委员会二十九训练基地副司令员。“文革”期间被关押五年。1981年副兵团职离休，住北京万寿路干休所。任晋察冀人民抗日斗争史编委会成员。1986年冬夜，刘苏第五次回雁北农村调研，突发脑血管意外经抢救后卧床不起。
1955年被授予大校军衔。1964年晋升为少将军衔。荣获二级独立自由勋章、一级解放勋章，朝鲜二级国旗勋章、二级自由独立勋章，1988年被授予独立功勋荣誉章。

## 家人
夫人曹文苑(中共党员，北京大学校医院副处级离休干部)，大儿子刘大朝(失业，中国审计署某处副处长，离职下海经商失败后失业)，二儿子刘中朝(中共党员，中国科学院软件所工程师)，三儿子刘三朝(中国股市著名牛散)，三儿媳妇(莫小都，中国开国中将莫文骅之女)，女儿刘四朝(中国农业科学院副教授)，女婿陈新华(中共党员，中国农业科学院作物科学研究所副所长，副局级，他是中国农业科学院副院长、党组书记陈凤桐之子)，孙子刘路(刘三朝之子)，孙子刘雁北(刘中朝之子，美国班尼迪克大学公共卫生硕士，中共北京市海淀区委员会燕园街道科员，北京市海淀区人大常委会燕园街道科员，北京大学后勤系统科员)，孙女陈奕辰Yichen Chen(中共党员，刘四朝之女，2019年在美国佛罗里达大学获得生物统计学博士学位，2014年在中国北京工业大学获得统计学硕士学位，期间加入中国共产党，全球儿科医学系全球分析高级生物统计学家，现任职于美国St. JudeChildren's Research Hospital262 Danny Thomas PlaceMemphis, TN 38105-3678)